# Федорівська фортеця
Федорівська фортеця (Фортеця святого Федора, до 1738 року Дрієцька, Новозачата, Нова)  — фортеця, споруджена у 1731 році за зразковим проектом фортець Української лінії. Розташована поблизу від села Залінійне, (Зачепилівський район, Харківська область).
При фортеці знаходився Перший батальйон Козловського ландміліційного кінного полку.

## Історія
Тут у 1733 році розмістився 1-й батальйон одного з 20 ландміліційних полків, який був сформований у російському місті Козлові. Від назви міста Козлова отримав назву кінний полк (2-й батальйон полку розміщувався в Козловській фортеці).
В 1770 році піхотні ландміліційні полки увійшли до складу армії, а Український корпус було скасовано. З 11-ти існуючих на той час ландміліційних полків чотири зберегли свої назви, а інші увійшли до складу інших полків. Козловський полк увійшов до складу Тенгінського піхотного полку (який як 77-й піхотний Тангінський полк проіснував до 1918 року).

## Архітектура фортеці
Фортеця споруджувалася за типовим для Української лінії проекту, земляна, прямокутна в плані, чотирьохбастіонна. Висота фортечного валу не перевищувала 3 м. До теперішнього часу збереглися невеликі ділянки вала висотою близько 2 м і неглибокі рови. Федорівська фортеця з'єднувалася валом і ровом з десятою на лінії Бєльовською і дванадцятої — Козловською фортецею.

## Також
- Українська лінія